# 田畑昭宏
田畑 昭宏（たばた あきひろ、1978年5月15日 - ）は、埼玉県坂戸市出身でJリーグ・浦和レッドダイヤモンズ・コンサドーレ札幌等に所属していた元サッカー選手（ディフェンダー・ボランチ）。

## 来歴
西武台高校から1997年に浦和レッドダイヤモンズへ入団。1年目から永井雄一郎と共に活躍し、メディアからも注目される存在となった。
しかし故障も多く、1997年には永井と共にU-20日本代表候補に選出されながらリーグ戦での負傷によりFIFAワールドユース選手権出場を逃した事もあった。その後も徐々に出番は減少し、2001年6月にジェフユナイテッド市原へ期限付き移籍 したが、ここでも定位置を確保することは出来ず、2002年シーズン終了後に市原からの退団が決定。保有権を持つ浦和も契約を更新せず、その年にJ2降格したコンサドーレ札幌への移籍が決定した。
移籍初年度となった2003年は出場機会が限られていたが、ボランチにコンバートされた翌2004年は運動量・守備力が評価され、またリーグ戦初得点を挙げるなど主力として活躍。翌2005年は副キャプテンを務め、前半戦は主力として活躍していたが、後半戦になるにつれて出場機会が減少。シーズン終了後に戦力外通告を受け退団が決まった。その後、複数J2チームからオファーがあったものの、現役引退。
引退後は浦和の強化部に所属する傍ら、埼玉県1部リーグのFC西武台に在籍。
2010年からは浦和レッズジュニアユースでコーチを務めている。

## 所属クラブ
- 1988年 - 1990年 浅羽野サッカースポーツ少年団
- 1991年 - 1993年 坂戸市立坂戸中学校
- 1994年 - 1996年 西武台高校
- 1997年 - 2001年 浦和レッドダイヤモンズ
- 2001年 - 2002年 ジェフユナイテッド市原 (期限付き移籍)
- 2003年 - 2005年 コンサドーレ札幌

## 個人成績
| 国内大会個人成績 | 国内大会個人成績 | 国内大会個人成績 | 国内大会個人成績 | 国内大会個人成績 | 国内大会個人成績 | 国内大会個人成績 | 国内大会個人成績 | 国内大会個人成績 | 国内大会個人成績 | 国内大会個人成績 | 国内大会個人成績 |
| 年度             | クラブ           | 背番号           | リーグ           | リーグ戦         | リーグ戦         | リーグ杯         | リーグ杯         | オープン杯       | オープン杯       | 期間通算         | 期間通算         |
| 年度             | クラブ           | 背番号           | リーグ           | 出場             | 得点             | 出場             | 得点             | 出場             | 得点             | 出場             | 得点             |
| 日本             | 日本             | 日本             | 日本             | リーグ戦         | リーグ戦         | リーグ杯         | リーグ杯         | 天皇杯           | 天皇杯           | 期間通算         | 期間通算         |
| ---------------- | ---------------- | ---------------- | ---------------- | ---------------- | ---------------- | ---------------- | ---------------- | ---------------- | ---------------- | ---------------- | ---------------- |
| 1997             | 浦和             | 29               | J                | 19               | 0                | 6                | 1                | 0                | 0                | 25               | 1                |
| 1998             | 浦和             | 23               | J                | 5                | 0                | 0                | 0                | 1                | 0                | 6                | 0                |
| 1999             | 浦和             | 23               | J1               | 0                | 0                | 6                | 0                | 0                | 0                | 7                | 0                |
| 2000             | 浦和             | 23               | J2               | 0                | 0                | 0                | 0                | 0                | 0                | 0                | 0                |
| 2001             | 浦和             | 29               | J1               | 0                | 0                | 0                | 0                | -                | -                | 0                | 0                |
| 2001             | 市原             | 29               | J1               | 5                | 0                | 1                | 0                | 0                | 0                | 6                | 0                |
| 2002             | 市原             | 29               | J1               | 3                | 0                | 1                | 0                | 0                | 0                | 6                | 0                |
| 2003             | 札幌             | 28               | J2               | 7                | 0                | -                | -                | 2                | 0                | 9                | 0                |
| 2004             | 札幌             | 14               | J2               | 38               | 3                | -                | -                | 2                | 0                | 40               | 3                |
| 2005             | 札幌             | 14               | J2               | 32               | 2                | -                | -                | 0                | 0                | 32               | 2                |
| 通算             | 日本             | 日本             | J1               | 32               | 0                | 14               | 0                | 1                | 0                | 50               | 0                |
| 通算             | 日本             | 日本             | J2               | 77               | 5                | 0                | 0                | 4                | 0                | 81               | 5                |
| 総通算           | 総通算           | 総通算           | 総通算           | 109              | 5                | 14               | 0                | 5                | 0                | 131              | 5                |

## エピソード・アラカルト
- 西武台高校時代に全国高校総体準優勝を経験するも、冬の選手権へは1度も出場出来なかった。
- 高校の同級生に河合竜二（現・コンサドーレ札幌）がおり、浦和スカウトもはじめは河合だけをチェックしていたが、後に田畑も獲得するよう動いた。
- 1歳年下で浦和の同僚だった小野伸二と親交が深く、浦和のファン感謝デーでは二人でトークショーを行う事もあった。2001年には市原の選手として駒場スタジアムで浦和と対戦したが、田畑が頭でブロックした小野のフリーキックがそのままゴールに入り、フェイエノールトへ移籍する前の最後のゴールを許した。その後も親交は続き、田畑の応援のため小野が札幌の練習場や試合を見に来る事もあった。その後、2014年に今度は小野が札幌へ移籍した。